# علاج صوتي ديناميكي
العلاج الصوتي الديناميكي Sonodynamic therapy (SDT) هو علاج جديد غير جراحي، يستخدم غالبًا لتشعيع الورم، يمكنه قتل الخلايا السرطانية بشكل محدد وانتقائي.وهو استراتيجية علاجية تعتمد على الموجات فوق الصوتية. يُستخدم لقتل الخلايا السرطانية عن طريق تحفيز الإنتاج المفرط لأنواع الأكسجين التفاعلية (ROS) التي يتم تنشيطها بواسطة محسسات الصوت. بسبب الخصائص المتأصلة للموجات فوق الصوتية، يعد العلاج الصوتي الديناميكي (SDT) علاجًا فعالاً للأورام العميقة الجذور. علاوة على ذلك، أظهرت الدراسات الحديثة أن لديه القدرة على علاج الأورام الصلبة وسرطان الدم وتصلب الشرايين وإزالة الندبات التكاثرية وقتل الكائنات الحية الدقيقة المسببة للأمراض. يستخدم هذا العلاج الصوتي الديناميكي محسسًا صوتيًا واختراقًا عميقًا للموجات فوق الصوتية لعلاج الآفات ذات الأعماق المتفاوتة عن طريق تقليل عدد الخلايا المستهدفة ومنع نمو الورم في المستقبل. تستخدم هذه التقنية الموجات فوق الصوتية لتنشيط العوامل المستهدفة لإحداث تأثيرات مضادة للأورام لعلاج الورم الدبقي.
تسبب العديد من استراتيجيات علاج السرطان الحالية سمية جهازية أو لا يمكنها اختراق الأنسجة بعمق كافٍ للوصول إلى الورم بأكمله؛ ومع ذلك، يمكن أن توفر العلاجات المحفزة بالموجات فوق الصوتية بديلاً لهذه العلاجات مع زيادة كفاءتها وعمق اختراق أكبر وتقليل الآثار الجانبية. يمكن استخدام العلاج الديناميكي الصوتي لعلاج السرطانات والأمراض الأخرى، مثل تصلب الشرايين، وتقليل المخاطر المرتبطة باستراتيجيات العلاج الأخرى لأنه يؤدي إلى تأثيرات سامة للخلايا فقط عندما يتم تحفيزه خارجيًا بواسطة الموجات فوق الصوتية وفي المنطقة السرطانية فقط، على عكس الإدارة الجهازية لأدوية العلاج الكيميائي.

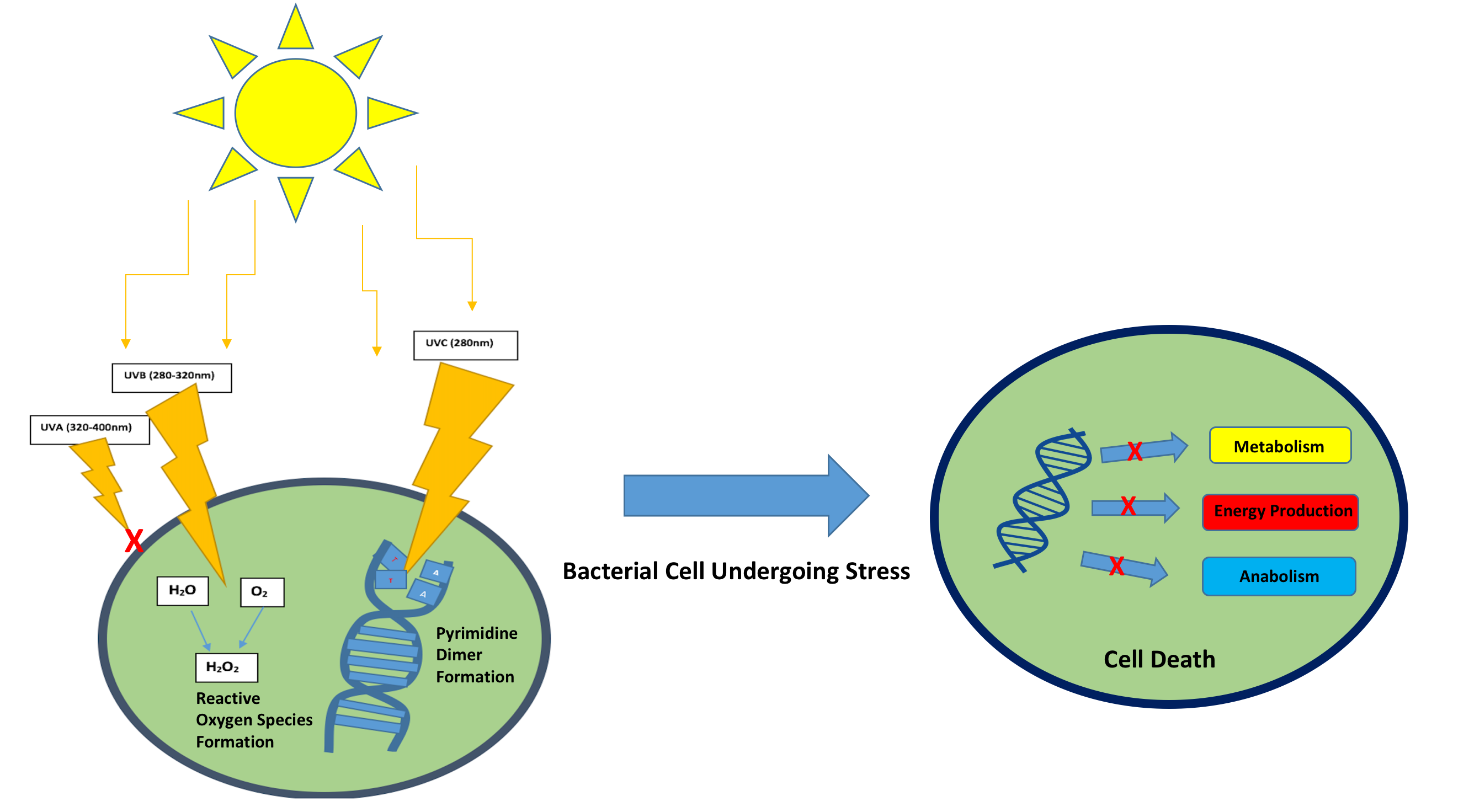
UV اشعاع

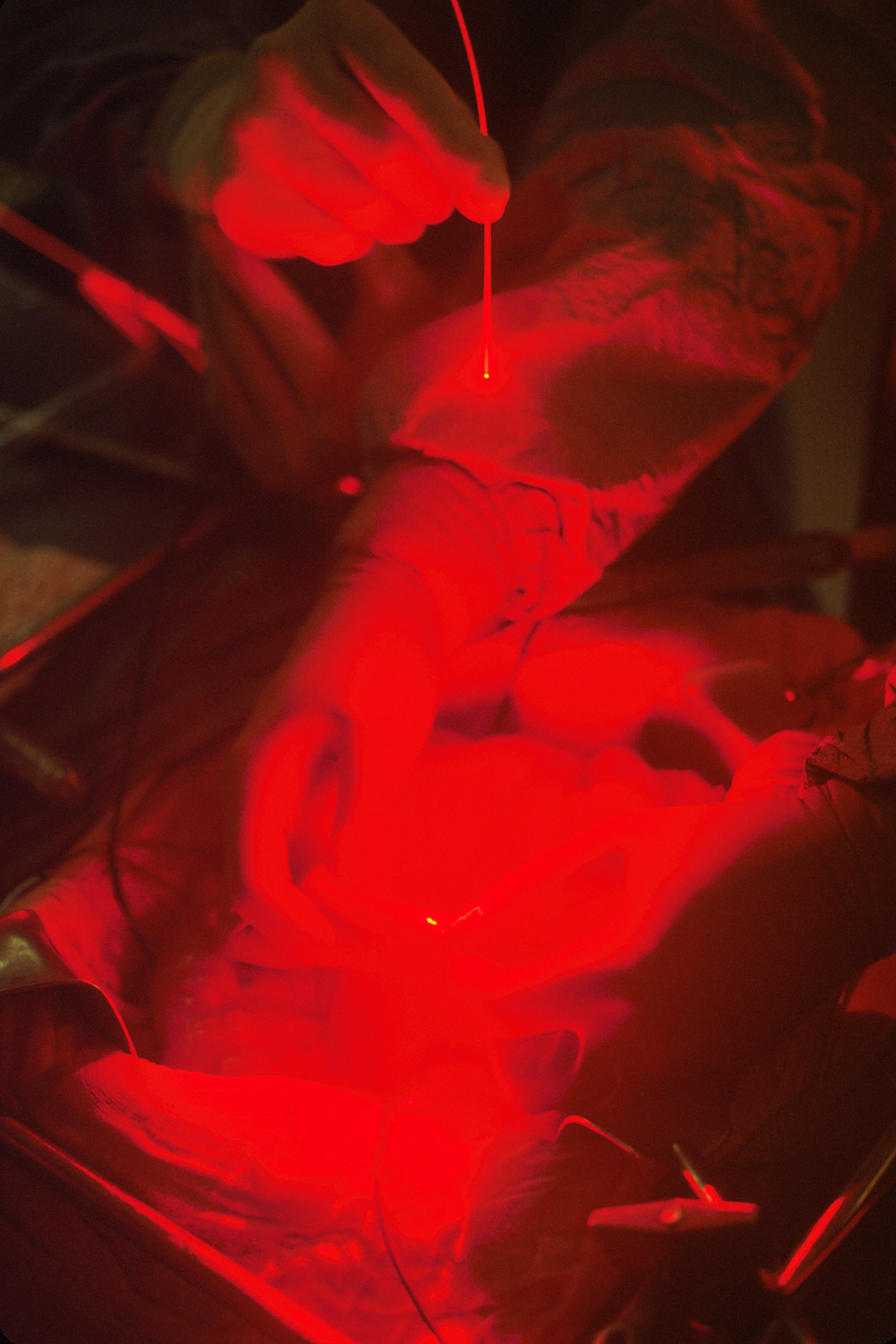
العلاج الضوئي الديناميكي

مصطلح العلاج الصوتي الديناميكي مشتق من العلاج الضوئي الديناميكي. ولكن، على عكس العلاج الضوئي الديناميكي، حيث يتم تحفيز المحسسات الضوئية مباشرة بالضوء لإنتاج أنواع الأكسجين التفاعلية، يتم التوسط في العلاج الديناميكي الصوتي عبر التجويف المستحث بالموجات فوق الصوتية والمحسسات الصوتية لإنتاج الجذور الحرة التي تقتل الخلايا السرطانية القريبة سريعة الانقسام. من عوامل الجذب في العلاج الديناميكي الصوتي، الذي يتم فيه استخدام الموجات فوق الصوتية المستمرة ومنخفضة الكثافة بترددات الموجات فوق الصوتية التشخيصية، قدرته على علاج الأورام الموجودة في أماكن عميقة. من ناحية أخرى، يستخدم العلاج الديناميكي الضوئي الضوء المرئي، الذي يضعف بسرعة في الأنسجة، وله اختراق محدود ويمكن استخدامه فقط بشكل سطحي أو أثناء العملية الجراحية. عند مقارنة فعالية الطريقتين، تم علاج سرطان الخلايا الحرشفية في الفئران الموجود تحت الجلد ووجد أن العلاج الديناميكي الصوتي يمنع نمو الورم بنسبة 77٪، مقارنة بـ 27٪ للعلاج الديناميكي الضوئي. ولم يكن هذا الأخير فعالا كعلاج في المناطق العميقة من الورم. وبما أن لديه آفاق تطبيق واسعة النطاق، فقد اجتذب هذا النوع من العلاج المزيد والمزيد من الأبحاث في الآونة الأخيرة.
حاليًا، لا تتوفر لعلاج صوتي ديناميكي (SDT) أي منتجات سريرية ويعمل كعامل مساعد للأساليب العلاجية، ولكن تم استكشاف استخدامه في علاج تصلب الشرايين والسرطان للحد من حجم الأورام في سرطانات الثدي والبنكرياس والكبد وأورام النخاع الشوكي.